# 世嬉の一酒造
世嬉の一酒造株式会社（せきのいちしゅぞう）は、岩手県一関市に本社を置く蔵元。最盛期の醸造石数3500石（約630 KL）に達した。社名は、皇族の閑院宮載仁親王が立ち寄ったとき「世の人々が喜ぶ酒を造りなさい」ということで命名された。1996年には地ビール醸造のブランドいわて蔵ビールを立ち上げた。

## 沿革
- 1918年（大正7年）5月1日 - 創業[3]。初代佐藤徳蔵が「熊文酒造店」を受け継ぎ「横屋酒造」を創立[1][4][5]した。
- 1929年（昭和4年） - 閑院宮載仁が立ち寄る[6]。
- 1944年（昭和19年） - 戦時下の生産統制と企業整備により、酒造メーカー14社と合併し、両磐酒造を設立[1]。
- 1955年（昭和30年） - 自動車学校開設（一関地区では最初）[7]。
- 1957年（昭和32年） - 両磐酒造 から分離独立。「世嬉の一酒造」に社名変更[2]。
- 1960年（昭和35年） - 二代目社長に佐藤正が就任。
- 1962年（昭和37年） - 千厩に自動車学校開設[7]。
- 1981年（昭和56年） - 三代目社長に佐藤晄僖が就任。
- 1982年（昭和57年） - 日本酒生産を共同醸造に移行[8]。
- 1986年（昭和61年） - 自社酒蔵を利用し、企業博物館世嬉の一 酒の民俗文化博物館（せきのいち さけのみんぞくぶんかはくぶつかん）を創立[9]。昔の酒造の用具や、杜氏部屋などを展示、公開する。
- 1995年（平成7年） - いわて蔵ビール設立[10]。翌1996年(平成8年)より、発売開始。
- 1999年（平成11年） - 酒蔵が国の登録有形文化財に登録される。
- 2012年（平成25年） - 四代目社長に佐藤航[11]、会長に佐藤晄僖が就任。
- 2021年（令和3年） - 会長の佐藤晄僖が、令和3年度（一関市）市勢功労者表彰（産業功労）[12][13]。
- 2023年（令和5年） - 日本酒生産の自家醸造を再開[14][15]。

## いわて蔵ビール
いわて蔵ビール（いわてくらビール）は、1996年に立ち上げられた地ビールブランド。
奥羽山脈の地下水と厳選された麦芽やホップ、岩手産の食材、スパイスを取り入れた地ビールは日本国内のみならず日本国外からも評価されている。
販売しているバーレーワイン（ビール）はアルコール度数が14度で、国内のビールでは最もアルコール度数が高いとされている。
バーレーワインは通常のビールと異なり熟成が必要であるためタンクを長期間占有する。そこで2015年に専用タンク設置のための資金をクラウドファンディングで集めた。資金提供者には醸造されたビールが送付されるほか、仕込み見学やビアパーティーの招待といったサービスも用意された。このクラウドファンディングの反響は高く、募集を始めた当日に目標額に達した。クラウドファンディングの成功事例として挙げられることも多い。

## レストラン
登録有形文化財の酒蔵などを利用した「郷土料理レストラン 世嬉の一」、「Cafe徳蔵」を経営。
レストランでは、地域の良さ（自然の豊かな、豊かな文化、精神性）を伝える、一関の伝統食（餅料理、はっと料理）を提供。

## 登録有形文化財
1999年8月23日、以下が「世嬉の一酒造場」として登録有形文化財に登録された。設計は葛西萬司の門下生、小原友輔による。

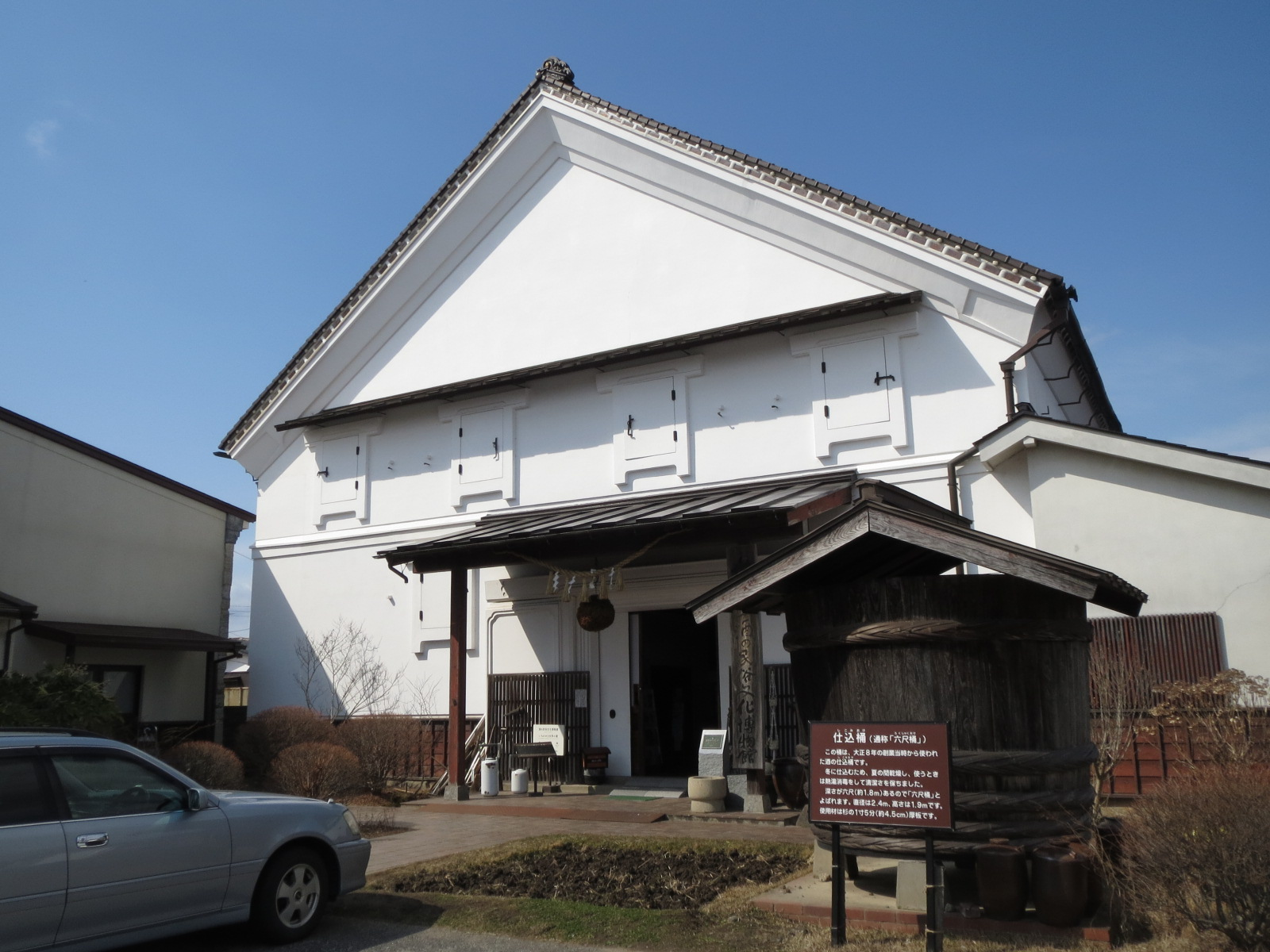
旧仕込蔵・酒母室
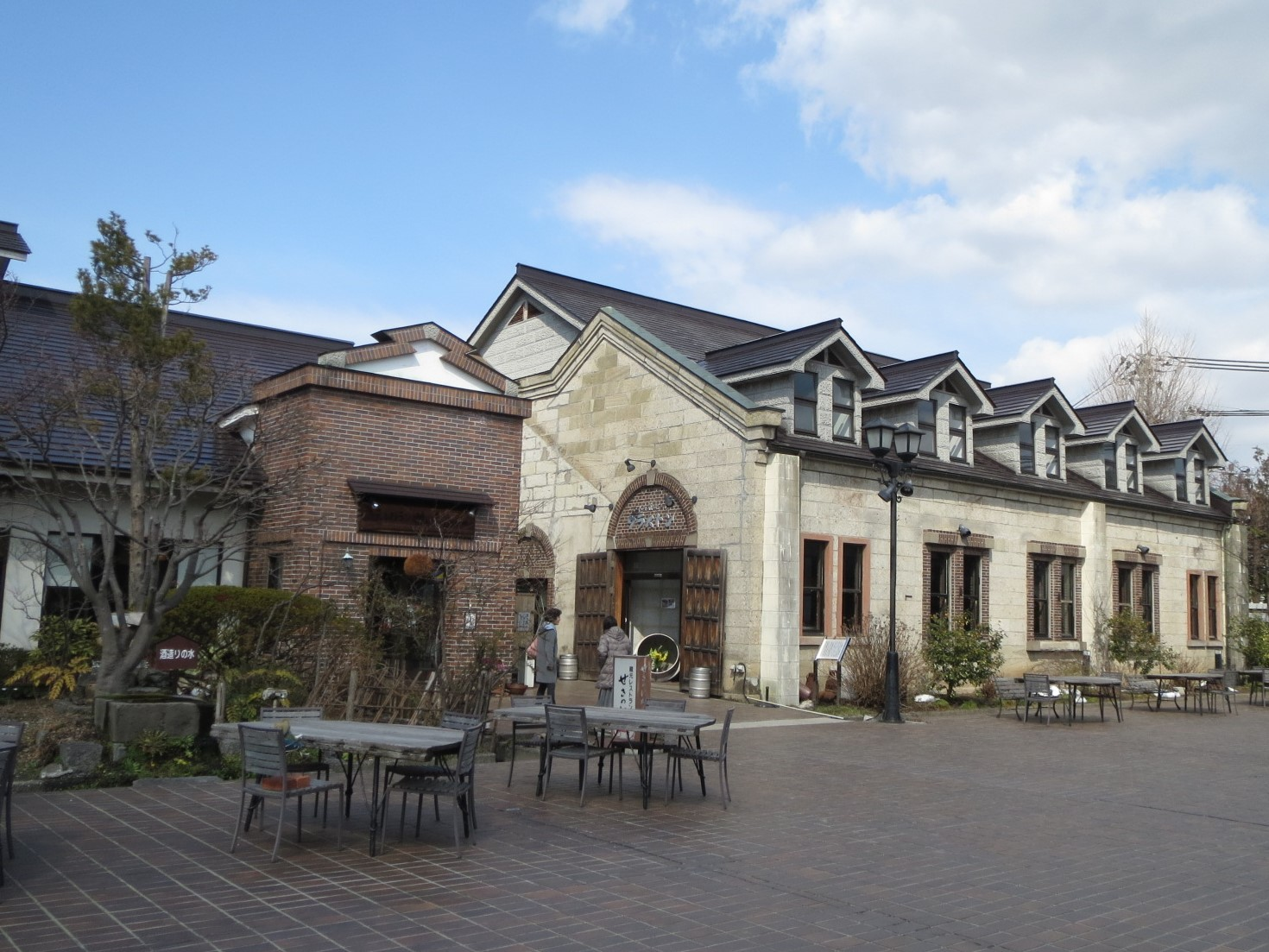
旧原料米置場・精米所
- 旧びん詰貯蔵庫・麹室
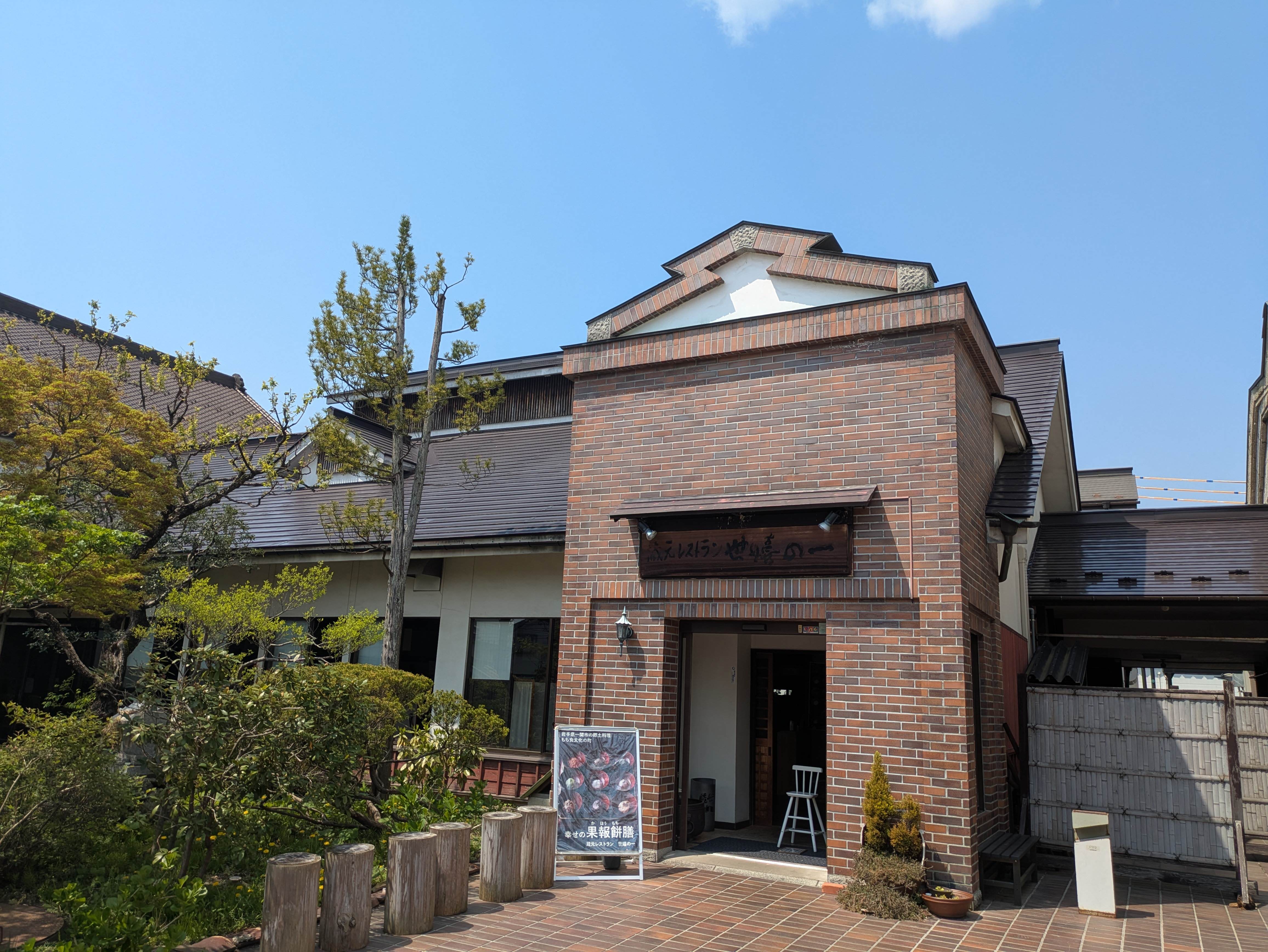
旧作業場・釜場
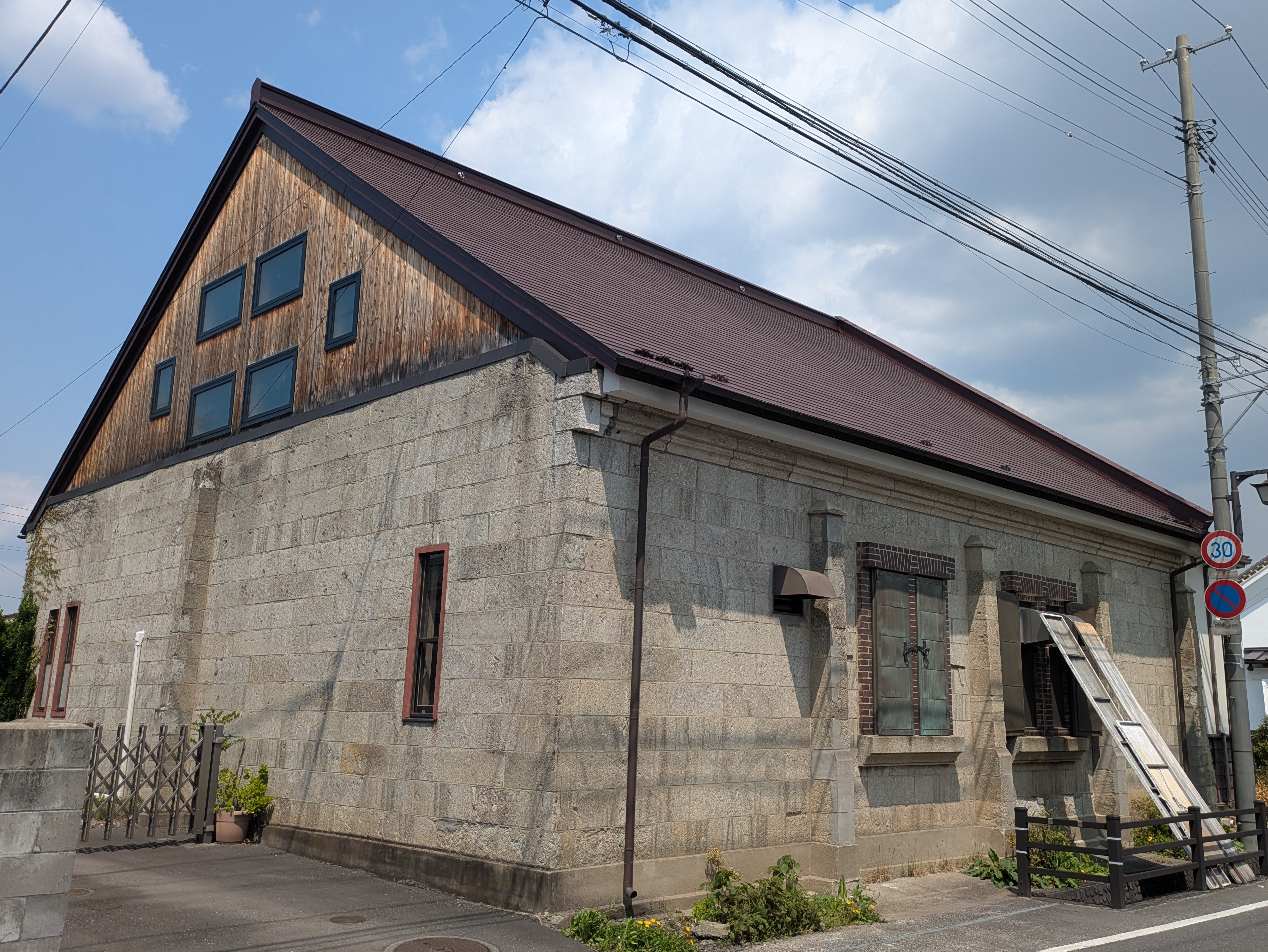
旧漕場・売場倉庫
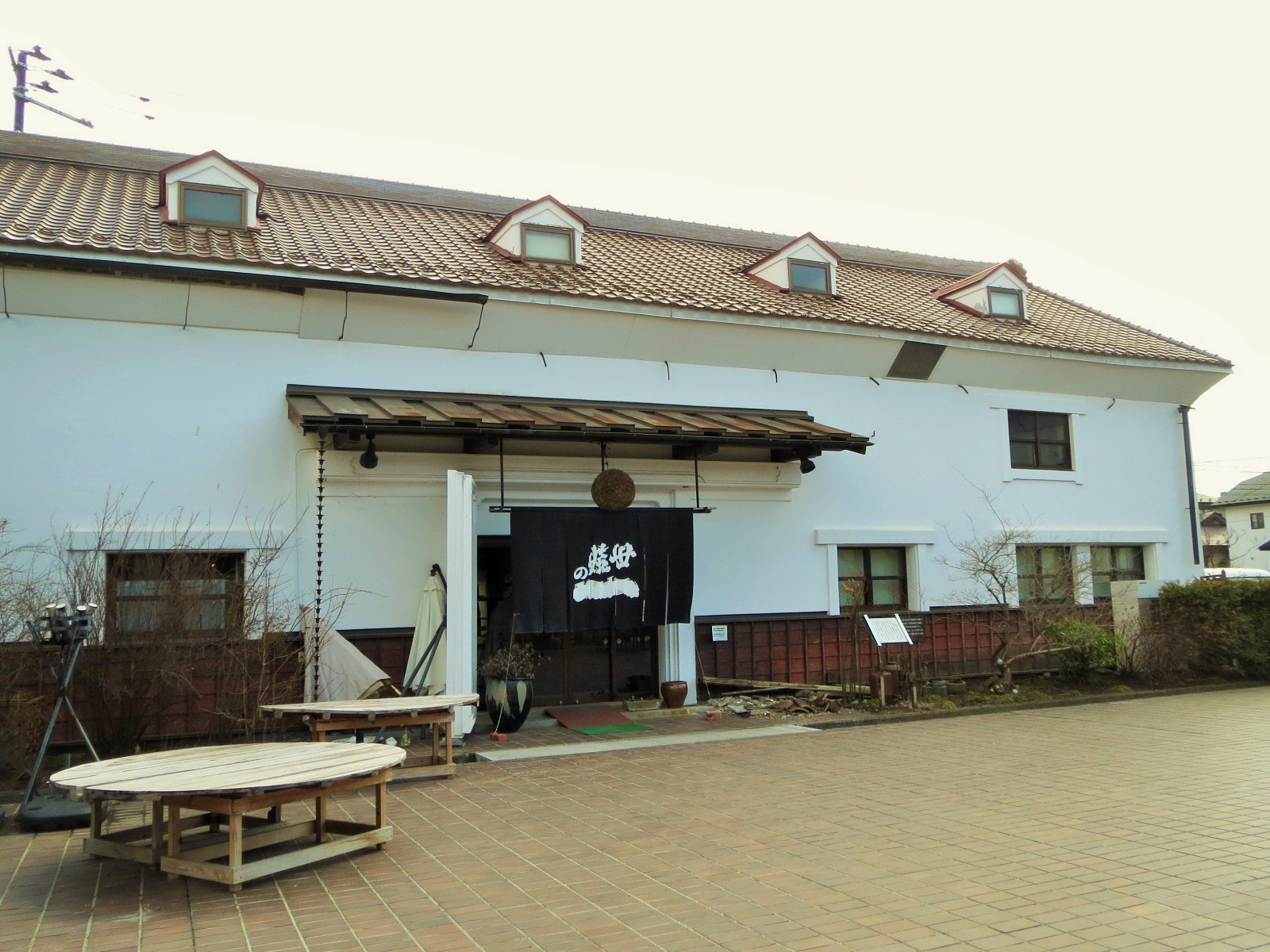
旧売場倉庫
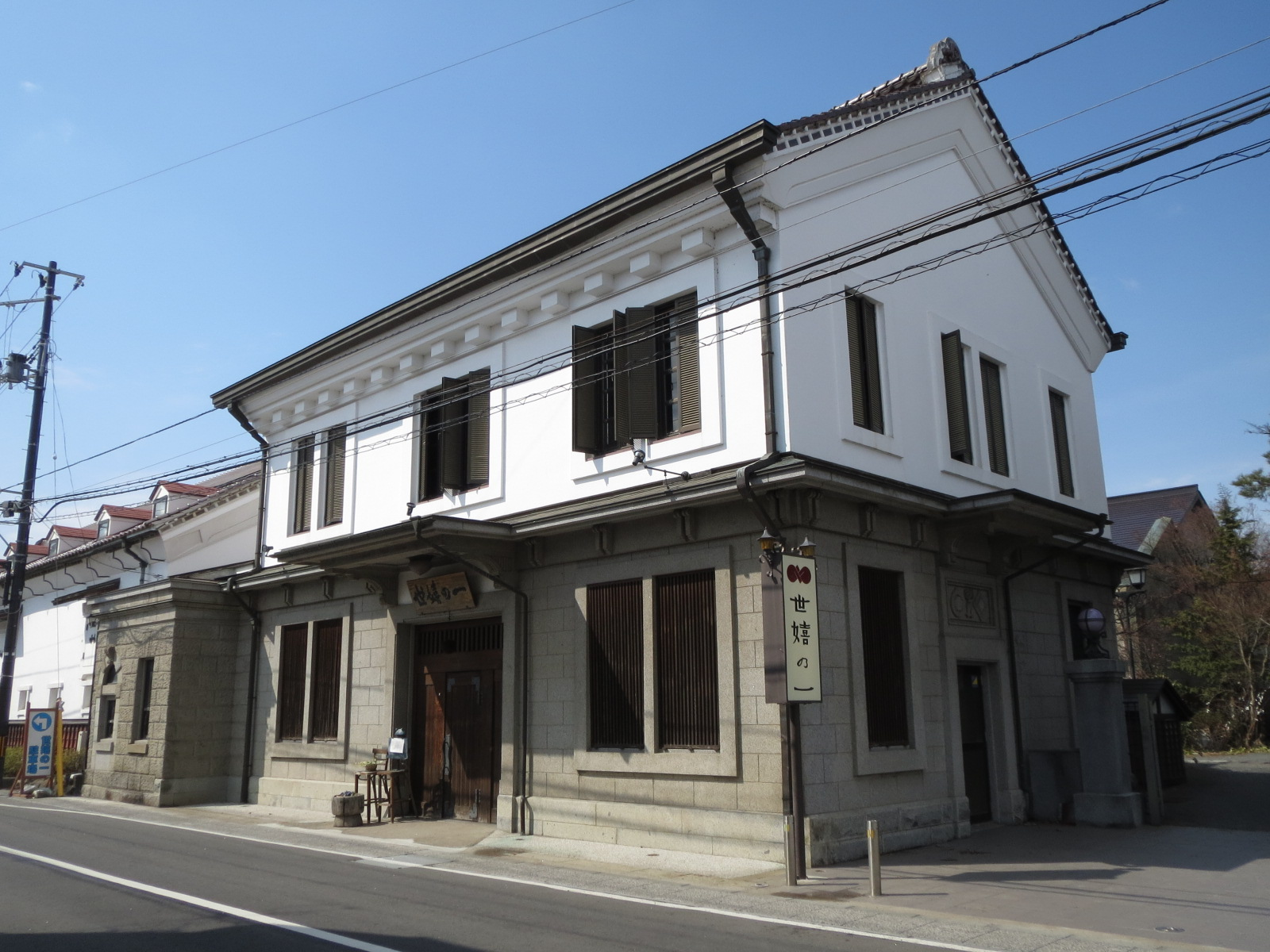
旧店舗・事務所

- 旧仕込蔵・酒母室
- 旧原料米置場・精米所
- 旧作業場・釜場
- 旧漕場・売場倉庫
- 旧売場倉庫
- 旧店舗・事務所

## 受賞
- 2005年「世嬉の一」 - 「全国新酒鑑評会」金賞[24]
- 2007年「世嬉の一」 - 「全国新酒鑑評会」金賞[25]
- 2016年 「ジャパニーズハーブエール山椒」 - 「世界に伝えたい日本のクラフトビール」グランプリ受賞[17][26]
- 2016年 「三陸広田湾産牡蠣のスタウト」 - ワールド・ビア・カップ「Experimental Beer」銅賞[27]

## 熊文酒造店
前身の熊文酒造店は、熊文の醸造部門。熊文は一関藩の有数の豪商(田村家の染物御用達)で、味噌・醤油の醸造・販売と鉄製品の売買を行った。1876年（明治9年）に金森家が明治天皇行幸の御在所、熊谷家（熊文）は随員(岩倉具視、木戸孝允、東久世通禧ら)の宿泊所となった。
14代の熊谷文之助は清酒醸造を開始「花の友」「谷風」と命名。15代文之助は自ら「天下の熊文」と号し、別邸に庭園を造り、また平泉にも茶室風の別荘「熊文堂」を造営、文人墨客を集めた。16代太三郎の「谷風文庫」に一万冊の蔵書を収めていた。日露戦争後より次第に没落し、太三郎の代の1907年（明治40年）に倒産。
島崎藤村が太三郎の英語の家庭教師として滞在した。

## 周辺情報
- 日本基督教団一関教会
- 一関ハリストス正教会
- 旧沼田家住宅
- 願成寺 (一関市)
- 祥雲寺 (一関市)

### 登録有形文化財
- 世嬉の一酒造場旧びん詰貯蔵庫・麹室 - 文化遺産オンライン（文化庁）
- 世嬉の一酒造場旧槽場・売場倉庫 - 文化遺産オンライン（文化庁）
- 世嬉の一酒造場旧売場倉庫 - 文化遺産オンライン（文化庁）
- 世嬉の一酒造場旧作業場・釜場 - 文化遺産オンライン（文化庁）
- 世嬉の一酒造場旧仕込蔵・酒母室 - 文化遺産オンライン（文化庁）
- 世嬉の一酒造場旧原料米置場・精米所 - 文化遺産オンライン（文化庁）
- 世嬉の一酒造場旧店舗・事務所 - 文化遺産オンライン（文化庁）

| スタブアイコン | サブスタブ | この項目は、まだ閲覧者の調べものの参照としては役立たない、企業に関連した書きかけの項目です。この項目を加筆・訂正などしてくださる協力者を求めています（PJ:経済）。 |